# Goldene Himbeere 2023
Die Goldene Himbeere 2023 (englisch 43rd Razzie Awards) zeichnete die schlechtesten Leistungen des Filmjahres 2022 aus, basierend auf den Stimmen von Mitgliedern der Golden Raspberry Foundation. Die Nominierungen wurden am 23. Januar 2023 bekanntgegeben.  Die Preisverleihung erfolgte am 11. März 2023, traditionell am Tag vor der Vergabe der Oscars.
Die Nominierung der bei den Dreharbeiten elf Jahre alten Ryan Kiera Armstrong für Firestarter wurde nach zwei Tagen zurückgezogen; es kam Kritik auf, ein Kind aufzustellen. John Wilson, Gründer der Awards, kündigte als neue Richtlinie an, dass Minderjährige von nun an von der Wahl für eine Nominierung ausgeschlossen werden. Das Komitee der Goldenen Himbeere hatte an Armstrongs Stelle auf den Wahlzettel der Nominierten für diese Kategorie die Organisation des Awards selbst gesetzt, die „erdrutschartig“ gewonnen hat. Damit ging das erste Mal eine Goldene Himbeere an die Organisation selbst.

## Preisträger und Nominierte
Es folgt die komplette Liste der Preisträger und Nominierten.
| Kategorien                                           | Nominierte |
| ---------------------------------------------------- | --- |
| Schlechtester Film                                   | Blond |
| Schlechtester Film                                   | Good Mourning |
| Schlechtester Film                                   | The King’s Daughter                                                                                                |
| Schlechtester Film                                   | Morbius |
| Schlechtester Film                                   | Pinocchio |
| Schlechteste Neuverfilmung oder billigster Abklatsch | Pinocchio |
| Schlechteste Neuverfilmung oder billigster Abklatsch | Blond |
| Schlechteste Neuverfilmung oder billigster Abklatsch | 365 Days – Dieser Tag & 365 Days – Noch ein Tag                                                                    |
| Schlechteste Neuverfilmung oder billigster Abklatsch | Firestarter |
| Schlechteste Neuverfilmung oder billigster Abklatsch | Jurassic World: Ein neues Zeitalter                                                                                |
| Schlechteste Regie                                   | Machine Gun Kelly & Mod Sun – Good Mourning                                                                        |
| Schlechteste Regie                                   | Judd Apatow – The Bubble                                                                                           |
| Schlechteste Regie                                   | Andrew Dominik – Blond                                                                                             |
| Schlechteste Regie                                   | Daniél Espinosa – Morbius                                                                                          |
| Schlechteste Regie                                   | Robert Zemeckis – Pinocchio                                                                                        |
| Schlechtestes Drehbuch                               | Andrew Dominik – Blond                                                                                             |
| Schlechtestes Drehbuch                               | Robert Zemeckis & Chris Weitz – Pinocchio                                                                          |
| Schlechtestes Drehbuch                               | Machine Gun Kelly & Mod Sun – Good Mourning                                                                        |
| Schlechtestes Drehbuch                               | Emily Carmichael & Colin Trevorrow – Jurassic World: Ein neues Zeitalter                                           |
| Schlechtestes Drehbuch                               | Matt Sazama & Burk Sharpless – Morbius                                                                             |
| Schlechtester Schauspieler                           | Jared Leto – Morbius                                                                                               |
| Schlechtester Schauspieler                           | Machine Gun Kelly – Good Mourning                                                                                  |
| Schlechtester Schauspieler                           | Pete Davidson – Marmaduke                                                                                          |
| Schlechtester Schauspieler                           | Tom Hanks – Pinocchio                                                                                              |
| Schlechtester Schauspieler                           | Sylvester Stallone – Samaritan                                                                                     |
| Schlechteste Schauspielerin                          | an die Goldene Himbeere selbst für den Vorgang, Ryan Kiera Armstrong als Schlechteste Schauspielerin zu nominieren |
| Schlechteste Schauspielerin                          | Ryan Kiera Armstrong – Firestarter (Diese Nominierung wurde nachträglich zurückgezogen.)                           |
| Schlechteste Schauspielerin                          | Bryce Dallas Howard – Jurassic World: Ein neues Zeitalter                                                          |
| Schlechteste Schauspielerin                          | Diane Keaton – Mack & Rita                                                                                         |
| Schlechteste Schauspielerin                          | Kaya Scodelario – The King’s Daughter                                                                              |
| Schlechteste Schauspielerin                          | Alicia Silverstone – The Requin – Der Hai                                                                          |
| Schlechtester Nebendarsteller                        | Tom Hanks – Elvis                                                                                                  |
| Schlechtester Nebendarsteller                        | Pete Davidson – Good Mourning                                                                                      |
| Schlechtester Nebendarsteller                        | Xavier Samuel – Blond                                                                                              |
| Schlechtester Nebendarsteller                        | Mod Sun – Good Mourning                                                                                            |
| Schlechtester Nebendarsteller                        | Evan Williams – Blond                                                                                              |
| Schlechteste Nebendarstellerin                       | Adria Arjona – Morbius                                                                                             |
| Schlechteste Nebendarstellerin                       | Lorraine Bracco – Pinocchio                                                                                        |
| Schlechteste Nebendarstellerin                       | Penélope Cruz – The 355                                                                                            |
| Schlechteste Nebendarstellerin                       | Fan Bingbing – The 355 & The King’s Daughter                                                                       |
| Schlechteste Nebendarstellerin                       | Mira Sorvino – Lamborghini: The Man Behind the Legend                                                              |
| Schlechteste Filmpaarung                             | Tom Hanks, sein latexbeladenes Gesicht und sein lächerlicher Akzent – Elvis                                        |
| Schlechteste Filmpaarung                             | Machine Gun Kelly & Mod Sun – Good Mourning                                                                        |
| Schlechteste Filmpaarung                             | beide Figuren aus der trügerischen Schlafzimmerszene im Weißen Haus – Blond                                        |
| Schlechteste Filmpaarung                             | Andrew Dominik und sein Problem mit Frauen – Blond                                                                 |
| Schlechteste Filmpaarung                             | 365 Days – Dieser Tag & 365 Days – Noch ein Tag                                                                    |
| Himbeeren-Erlöser-Preis                              | Colin Farrell (vom Himbeere-Nominierten für Alexander zum Oscar-Nominierten für The Banshees of Inisherin)         |